# Schmakino (Kursk)
Schmakino (russisch Жмакино) ist ein Dorf (derewnja) in der Oblast Kursk in Russland. Es gehört zum Rajon Kurtschatow und zur Landgemeinde (selskoje posselenije) Kostelzewski selsowjet.

## Geographie
Der Ort liegt gut 41 km Luftlinie nordwestlich des Oblastverwaltungszentrums Kursk im südwestlichen Teil der Mittelrussischen Platte, 13,5 km nördlich des Rajonverwaltungszentrums Kurtschatow, 6,5 km vom Sitz des Dorfsowjet – Kostelzewo, 69 km von der Grenze zwischen Russland und der Ukraine, am Fluss Demina (Nebenfluss des Seim).

### Klima
Das Klima im Ort ist wie im Rest des Rajons kalt und gemäßigt. Es gibt während des Jahres eine erhebliche Niederschlagsmenge. Dfb lautet die Klassifikation des Klimas nach Köppen und Geiger.

## Bevölkerungsentwicklung
| Jahr | Einwohner |
| ---- | --------- |
| 2002 | 171       |
| 2010 | 121       |

Anmerkung: Volkszählungsdaten

## Verkehr
Schmakino liegt 32 km von der Fernstraße föderaler Bedeutung M2 „Krim“ (Moskau – A142/Trosna – Grenze zur Ukraine), 13 km von der Straße regionaler Bedeutung 38K-017 (Kursk – Lgow – Rylsk – Grenze zur Ukraine), 22 km von der Straße 38K-023 (Lgow – Konyschowka), 3 km von der Straße interkommunaler Bedeutung 38N-362 (38K-017 – Nikolajewka – Schirkowo), an den Straßen 38N-363 (38N-362 – Afanassjewka – Rogowo) und Kurtschatow – Schmakino – Tschetschewisnja, 13 km vom nächsten Eisenbahnhaltestelle Kurtschatow (Eisenbahnstrecke Lgow-Kijewskij – Kursk) entfernt.
Der Ort liegt 142 km vom internationalen Flughafen von Belgorod entfernt.